# Bike the Baltic
Bike the Baltic – międzynarodowy szlak rowerowy ukazujący dziedzictwo kulturowe krajów południowego Bałtyku.
Szlak rowerowy składa się z trzech części: szwedzkiej (Skania), duńskiej (Bornholm) i polskiej (Pomorze Środkowe). W każdym z tych krajów są trzy etapy (czyli razem dziewięć), które tworzą wspólną całość.

## Szwecja
Etapy szwedzkie znajdują się w regionie Skania. 
1. Pierwszy z nich rozpoczyna się i kończy w miejscowości Östra Grevie. Z Östra Grevie biegnie przez Höllviken na półwysep (właściwie wyspę) Falsterbo. Tam szlak prowadzi wokół miast Skanör (na północy) i Falsterbo po czym zawraca i północnym brzegiem morza bałtyckiego wiedzie do Trelleborga. Stąd początkowo biegnie na wschód i w miejscowości Gislöv skręca na północ. Szlak dobiega do tätortu[a] Svedala, gdzie zakręca na zachód i kończy się w miejscu rozpoczęcia - w Östra Grevie[1].
2. Drugi szwedzki etap rozpoczyna się tuż przy miejscowości Svedala (w miejscu w którym krzyżuje się z etapem pierwszym). Początkowo kieruje się na północ mijając pobliskie jezioro początkowo od zachodu, później od północy i kolejno częściowo po stronie wschodniej. Dalej szlak biegnie w kierunku wschodnim. Od północy mija miejscowość Skurup i dociera do Ystad. Z Ystad  szlak biegnie na zachód około 4 kilometrów nad brzegiem morza bałtyckiego i dociera do Svarte. Odbija na północ, by po dwóch kilometrach ponownie przybrać kierunek zachodni[1].

## Polska
W Polsce, podobnie jak w pozostałych krajach też są trzy etapy. Pierwszy prowadzi z Kołobrzegu do Unieścia (41 km). Drugi ma około 15 kilometrów i prowadzi z Mielna do Koszalina. Trzeci - najdłuższy, bo ponad 100-kilometrowy - prowadzi z Koszalina, przez okolice Polanowa do Jamna-Łabusza.

## Dania
W Danii są trzy etapy, wszystkie na wyspie Bornholm.